# USS Princeton (CVL-23)
El USS Princeton (CVL-23) fue un portaaviones ligero clase Independence de la Armada de los Estados Unidos. Fue el cuarto buque de la Armada en llevar el nombre en honor a la ciudad de Princeton, Nueva Jersey, el sitio de la batalla de Princeton en la Guerra de Independencia de los Estados Unidos.
Fue iniciado en 1941, estuvo activo en el océano Pacífico durante la Segunda Guerra Mundial y fue hundido durante la batalla del Golfo de Leyte en 1944.

## Construcción
Fue iniciado originalmente como Tallahassee (CL-61), un crucero ligero clase Cleveland, por la New York Shipbuilding Corporation en Camden, Nueva Jersey el 2 de junio de 1941. Fue reclasificado como portaaviones ligero clase Independence CVL-23, el 16 de febrero de 1942, cambiando el nombre a Princeton el 31 de marzo de 1942, fue botado el 18 de octubre de 1942, amadrinado por Margaret Dodds (esposa de Harold Dodds presidente de la Universidad de Princeton), y entró en servicio en Filadelfia el 25 de febrero de 1943 con el capitán George R. Henderson al mando.

## Pérdida

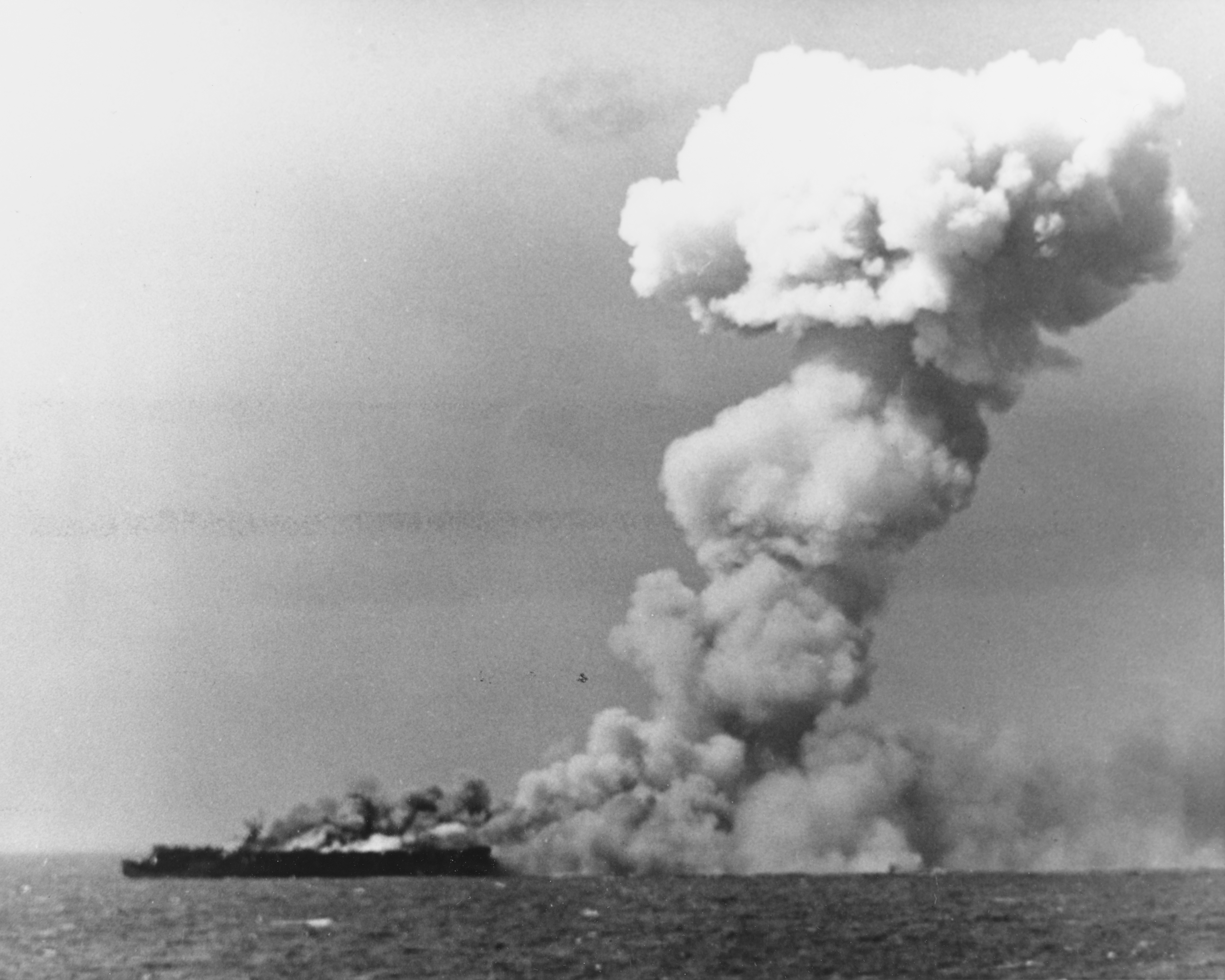
USS Princeton en llamas al este de Luzón, 24 de octubre de 1944

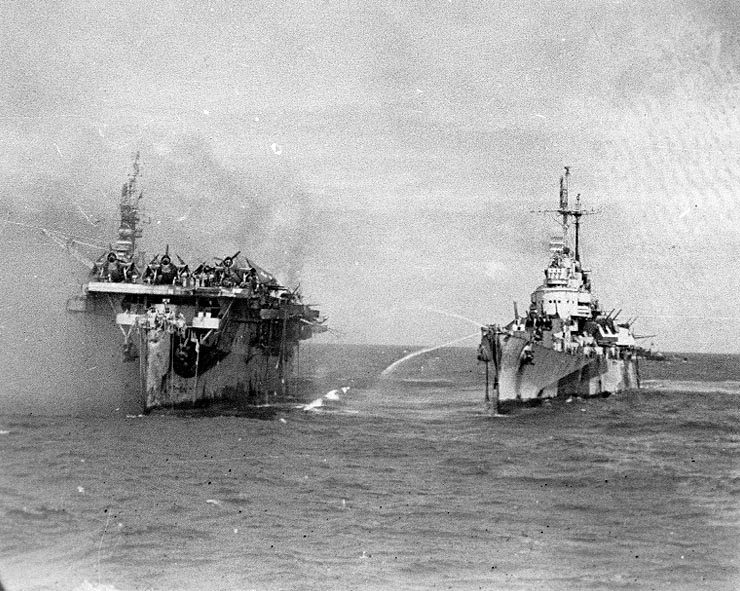
El intenta combatir los incendios en el Princeton

El 20 de octubre, se realizaron los desembarcos de Dulag y la bahía de San Pedro, Leyte. El Princeton, encuadrado en la task group 38, navegó hasta Luzón y envió sus aviones contra los aeródromos en las islas para evitar los ataques de aviones japoneses basados en tierra, contra los buques aliados congregados en el golfo de Leyte. El día 24, sin embargo, el task group fue detectado por aviones enemigos de los campos Clark y Nichols. Poco antes de las 10 a. m. el Princeton fue atacado por un solitario Yokosuka D4Y Judy. El bombardero en picado dejó caer una sola bomba, la cual impactó en el portaaviones entre los ascensores, atravesando la cubierta de vuelo y el hangar antes de explotar.
Se produjo un incendio como consecuencia del impacto; que se extendió rápidamente y provocó nuevas explosiones. Otros buques llegaron a continuación para proporcionar asistencia. El USS Irwin se acercó y trató de apagar el fuego en la parte delantera de la cubierta del hangar. El crucero USS Birmingham también prestó asistencia en la lucha contra el fuego. En su cubierta, cientos de hombres trabajaban con denuedo con combatiendo los incendios. El USS Birmingham se acercó borda a borda hacia la popa del portaviones siniestrado.
A las 15:24 una segunda y mayor explosión sacudió al Princeton, posiblemente causada por la explosión de una o más bombas en el almacén de municiones. La explosión envió en su onda expansiva restos de metralla, pedazos de metal.
El Birmingham sufrió daños graves en su superestructura y artillería de proa, le provocó 233 muertes y 426 heridos, la mayoría de gravedad debido a esta explosión. El Irwin también fue dañado, pero se mantuvo cerca y lanzó botes para rescatar a los supervivientes del mar. El Irwin rescató a 646 tripulantes del Princeton; el buque más tarde recibió el Navy Unit Commendation por sus acciones. Curiosamente el Princeton -al igual que el USS Tallahassee (CL-61) y el Birmingham- habían sido planeados como buques de la misma clase con número de casco consecutivo.
Los esfuerzos para salvar el portaaviones continuaron, pero a las 16:00 el fuego estaba fuera de control. El personal restante fue evacuado, y poco después de las 17:06 el Irwin comenzó a disparar torpedos contra el casco ardiente del buque. Sin embargo, abandonó este esfuerzo debido al mal funcionamiento de sus torpedos, fue relevado por el USS Reno (CL-96) a las 17:46.
Tres minutos más tarde, una explosión aún mayor se produjo en el Princeton, destruyendo toda la sección de proa y lanzando llamas y restos de la explosión hasta alrededor de 300~600 metros por el aire. El Princeton se hundió aproximadamente a las 17:50.

## Consecuencias
108 hombres del Princeton perecieron en el ataque, 10 oficiales y 98 suboficiales, 1361 miembros de la tripulación fueron rescatados. Además los navíos de ayuda también sufrieron daños y víctimas:
- Birmingham — 233 muertos, 426 heridos, la superestructura gravemente dañada, y la pérdida de 2 cañones de 127 mm, 2 de 40 mm y 2 de 20 mm.
- Morrison — trinquete perdido, babor destrozado.
- Irwin — montajes de 127 mm de proa y del lado de estribor destrozados.
- Reno — un cañón de 40 mm destrozado.[4]

El capitán John M. Hoskins, que había sido oficial interino al mando del CVL-23 también fue rescatado, pero perdió su pie derecho. Más tarde se convertirá en el nuevo comandante del quinto Princeton, botado como reemplazo en 1945.

## Legado
El Princeton se ganó 9 estrellas de combate durante la Segunda Guerra Mundial. 
En la capilla de la Universidad de Princeton se sigue mostrando una bandera de servicio que una vez ondeó sobre el Princeton.

### Buques de la clase
• USS Independence (CVL-22)
• USS Belleau Wood (CVL-24)
• USS Cowpens (CVL-25)
• USS Monterey (CVL-26)
• USS Langley (CVL-27)
• USS Cabot (CVL-28)
• USS Bataan (CVL-29)
• USS San Jacinto (CVL-30)

### Listas relacionadas
• Portaaviones de Estados Unidos
• Portaaviones por país
• Buques de la Armada de los Estados Unidos hundidos en la Segunda Guerra Mundial

## Lectura recomendada
- Bradshaw, T.I.; Clark, M.L. (1990). Carrier down: the story of the sinking of the U.S.S. Princeton (CVL-23). Austin: Eakin Press.
- Thulesius, O. (2007). The man who made the Monitor: a biography of John Ericsson. Jefferson, N.C.: McFarland & Company, Inc. ISBN 978-0-7864-2766-6.